# Belval-en-Argonne
Belval-en-Argonne é uma comuna francesa na região administrativa do Grande Leste, no departamento de Marne. Estende-se por uma área de 12.17 km², e possui 46 habitantes, segundo o censo de 2018, com uma densidade de 3.8 hab/km².